# Cyrus Chestnut
Cyrus Chestnut (Baltimore, Maryland, 17 de enero de 1963) es un pianista y compositor estadounidense de jazz, además de productor discográfico.

## Trayectoria
Cyrus Chestnut estudió piano clásico, antes de matricularse para aprender arreglo e improvisación en el Berklee College of Music (hasta 1985). Durante su estancia en Berklee, obtuvo los premios "Eubie Blake Fellowship" (1982), "Quincy Jones Scholarship" (1983) y "Oscar Peterson Scholarship" (1984).
Chestnut giró como pianista de Jon Hendricks entre 1986 y 1988; con Terrence Blanchard en 1988–90; con Donald Harrison en 1988–90; con Wynton Marsalis en 1991; y con Betty Carter entre 1991 y 1993. En 1993, con 30 años, Chestnut firmó con Atlantic Records, y editó el aclamado Revelation (1993), seguido de The Dark Before The Dawn (1994) (el álbum debutó en el puesto #6 de las listas de jazz de Billboard), Earth Stories (1995) y, finalmente, Cyrus Chestnut (1998). Chestnut también tocó o grabó con Freddy Cole, Bette Midler, Jon Hendricks, Freddie Hubbard, Jimmy Scott, Chick Corea, Isaac Hayes, Kevin Mahogany, Dizzy Gillespie, y con la soprano Kathleen Battle, en el disco de Sony Clásica So Many Stars. Más tarde, publicó Blessed Quietness: A Collection of Hymns, Spirituals and Carols (1996), un disco de temas tradicionales influidos por el blues y el gospel. Además, apareció en la banda sonora de la película de Robert Altman, Kansas City (1996), en la que Chestnut también interpreta el personaje de un pianista inspirado en Count Basie.
En 2000, Chestnut colaboró con Vanessa L. Williams, Brian McKnight, los Manhattan Transfer yThe Boys' Choir of Harlem, en el disco colectivo A Charlie Brown Christmas. Después, en 2001, editó Soul Food, junto al bajista Christian McBride, el baterista Lewis Nash, y algunos invitados como James Carter, Stefon Harris, Wycliffe Gordon y Marcus Printup. El álbum fue elegido por Down Beat como uno de los mejores discos del año 2002, y se situó en el "Top 10" de las listas de jazz de Billboard.
En 2006, Chestnut publicó su primer disco (Genuine Chestnut) con TelArc Records, por su trío estable, con Michael Hawkins al contrabajo y Neal Smith, en la batería. Además de tocar con su propio trío, Chestnut realiza trabajos de dirección con distintas big bands, como la Lincoln Center Jazz Orchestra, la "Dizzy Gillespie Big Band", o la "Carnegie Hall Jazz Orchestra".

## Discografía

### Como líder
| Año  | Título                                                        | Género | Sello discográfico |
| ---- | ------------------------------------------------------------- | ------ | ------------------ |
| 1992 | The Nutman Speaks                                             | Jazz   | Alfa Jazz          |
| 1992 | The Nutman Speaks Again                                       | Jazz   | Alfa Jazz          |
| 1992 | Nut                                                           | Jazz   | Evidence/Alfa Jazz |
| 1993 | Another Direction                                             | Jazz   | Evidence           |
| 1993 | Revelation                                                    | Jazz   | Atlantic           |
| 1994 | Dark Before the Dawn                                          | Jazz   | Atlantic           |
| 1995 | Earth Stories                                                 | Jazz   | Atlantic           |
| 1996 | Blessed Quietness: Collection of Hymns, Spirituals and Carols | Gospel | Atlantic           |
| 1998 | Cyrus Chestnut                                                | Jazz   | Atlantic           |
| 2000 | A Charlie Brown Christmas                                     | Jazz   | Atlantic           |
| 2001 | Soul Food                                                     | Jazz   | Atlantic           |
| 2003 | You Are My Sunshine                                           | Jazz   | Warner             |
| 2006 | Genuine Chestnut                                              | Jazz   | TelArc             |
| 2007 | Cyrus Plays Elvis                                             | Jazz   | Koch               |
| 2009 | Spirit                                                        | Jazz   | Jazz Legacy        |

### Como acompañante
Con Phil Wilson
- Latin American Tour (1985)

Con Betty Carter
- It's Not About the Melody (1992)

### Antologías
| Año  | Título                                                        | Género                      | Sello         | Observaciones |
| ---- | ------------------------------------------------------------- | --------------------------- | ------------- | --- |
| 1994 | Jazz At Lincoln Center Presents: The Fire Of The Fundamentals | Jazz                        | Sony          | con Lincoln Center Jazz Orchestra, Wynton Marsalis, Kenny Barron, Betty Carter, Chris Thomas, Christian McBride            |
| 1999 | Essential Young Lions Vol. 1                                  | Jazz                        | Hip-O Records | con Roy Hargrove, Larry Goldings Trio, Stefon Harris, Donald Harrison, The Benny Green Trio, Stefon Harris                 |
| 2000 | Piano Grand! A Smithsonian Celebration                        | clásico, jazz y rock & roll | Sony          | con Diana Krall, Jean-Yves Thibaudet, Dave Brubeck, Billy Joel, Jerry Lee Lewis, Robert Levin, y otros.                    |
| 2003 | Torch: A Six Degrees Collection of Modern Torch Songs         | Jazz                        | Six Degrees   | con Cassandra Wilson, Bugge Wesseltoft, Roy Nathanson, Sylk 130, Elvis Costello, dZihan & Kamien, Sarah Cracknell, y otros |
| 2007 | Funky Jazz Party, Vol. 2: Love Jams                           | Jazz                        | Atlantic      | con Anita Baker, Steve Cole, Wayman Tisdale, Gerald Albright, Brian Culbertson, Rick Braun, y otros                        |